# لوئیجی دی کوستانتسو
لوئیجی دی کوستانتسو (ایتالیایی: Luigi Di Costanzo؛ زادهٔ ۵ فوریهٔ ۱۹۸۲) بازیکن واترپلو اهل ایتالیا بود. وی در بازی‌های المپیک تابستانی ۲۰۰۸ شرکت کرده‌است.